# جان کدمن

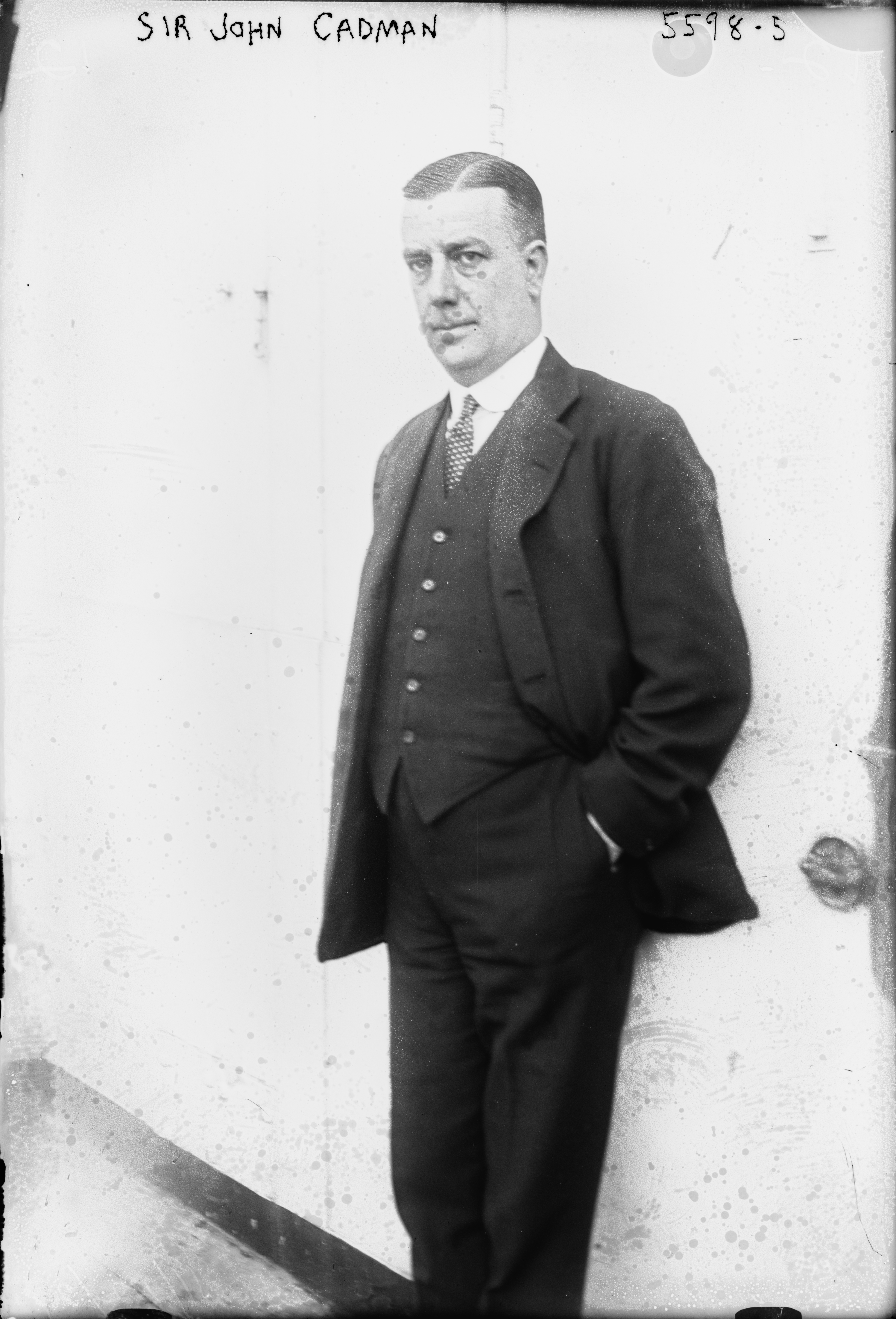
John Cadman

سر جان کدمن (به انگلیسی: John Cadman, 1st Baron Cadman) (زاده ۱۸۷۷ - درگذشته ۱۹۴۱) رئیس شرکت نفت ایران و انگلیس از سال ۱۹۲۷ تا ۱۹۴۱ بود.
پدر او، جیمز کدمن (James Cope Cadman)، عضو انستیتوی مهندسان عمران بریتانیا بود و مدتی نیز ریاست انستیتوی مهندسان معدن بریتانیا را بر عهده داشت. جان کدمن نزد پدر خود در دبیرستان نیوکاسل استفوردشایر در رشته معدن  به تحصیل پرداخت. پس از پایان دوره متوسطه، تحصیلات خود را در رشته مهندسی معدن در دانشکده علوم دارِم (کالج آرمسترانگ کنونی) تا کسب مدرک دکترای علمی در این رشته ادامه داد. در سال ۱۹۰۴ در سن ۲۷ سالگی، با هدف سروسامان دادن صنعت استخراج آسفالت به ترینیداد رفت که در آن زمان مستعمره بریتانیا بود. کدمن به مدت ۴ سال در ترینیداد اقامت داشت و در همین دوران، در سال ۱۹۰۷، با همسر آینده خود، لیلیان هریگن (Lillian Harrigan)، آشنا شد. دو سال پس از بازگشت به انگلستان، در سال ۱۹۱۰ به عنوان استاد رشته معدن در دانشگاه بیرمنگام مشغول به کار شد، و نخستین گروه/دپارتمان «فناوری نفت» بریتانیا را در این دانشگاه بنیان گذاشت. کدمن تا سال ۱۹۲۱ به تدریس در دانشگاه ادامه داد. در سال ۱۹۲۱، در سمت مشاور فنی به استخدام شرکت نفت ایران و انگلیس درآمد. پس از مدتی کوتاه، کدمن به جمع مدیران شرکت پیوست، و سرانجام در سال ۱۹۲۹ ریاست شرکت را در دست گرفت. پس از کشف نفت در عراق در سال ۱۹۲۷ و تأسیس شرکت نفت عراق،  همزمان با ریاست شرکت نفت ایران و انگلیس، به ریاست این شرکت نیز برگزیده شد. کدمن ریاست شرکت کانال سوئز و شرکت راه آهن بزرگ غرب، عضویت در شورای مشاوران اقتصادی نخست‌وزیر بریتانیا را نیز در کارنامه دارد. 
مذاکرات جان کدمن با رضاشاه منجر به عقد قرارداد ۱۹۳۳ شد.